# 巴納豪火山
巴納豪火山是菲律賓的火山，位於呂宋島南部，海拔高度2,170米，山體由安山岩組成，火山口長3.5公里、寬1.5公里，最近一次火山噴發在1843年發生。

## 外部連結
- Philippine Institute of Volcanology and Seismology, Mt Banahaw page
- "Mount Banahao, Philippines" on Peakbagger （页面存档备份，存于）